# Bruce Babbitt

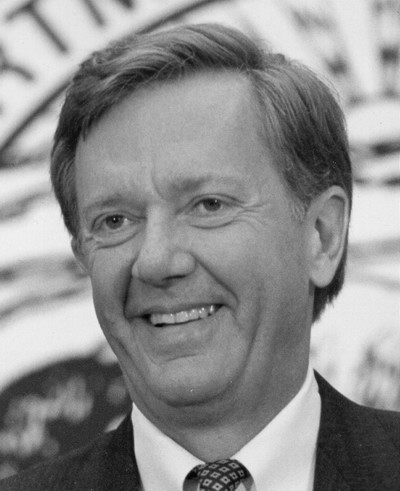
Bruce Babbitt

Bruce Edward Babbitt (* 27. Juni 1938 in Flagstaff, Arizona) ist ein ehemaliger US-amerikanischer Politiker (Demokratische Partei). Er war von 1978 bis 1987 Gouverneur des Bundesstaates Arizona und von 1993 bis 2001 US-Innenminister im Kabinett Clinton.

## Werdegang
Babbitt erhielt an der University of Notre Dame ein undergraduate Degree, mit einem Marshall-Stipendium an der Newcastle University in England einen Master und anschließend an der Harvard University sein Law Degree. Nach seinem Abschluss war er als Jurist für das Justizministerium in Washington, D.C. tätig. 1967 kehrte er nach Arizona zurück, wo er einer Anwaltskanzlei in Phoenix beitrat. Einige Jahre später wurde er 1974 zum Attorney General seines Staates gewählt.
Als der Gouverneur von Arizona, Wesley Bolin, 1978 im Amt verstarb, folgte Babbitt ihm als sein Nachfolger ins Amt. Offiziell wurde er dann 1978 für eine vierjährige Amtszeit gewählt sowie 1982 wiedergewählt. Babbitt bewarb sich 1988 um die Kandidatur der Demokraten für das Amt des US-Präsidenten. Nachdem er jedoch schlechte Ergebnisse bei den Vorwahlen in Iowa und New Hampshire erzielt hatte, zog er sich aus dem Rennen zurück. Demokratischer Bewerber wurde schließlich Michael Dukakis, der wiederum dem Republikaner George Bush unterlag.
Babbitt war in vielen ökologischen Verbänden tätig und erhielt mehrere Auszeichnungen von nationalen Umweltschutzgruppen. Präsident Bill Clinton ernannte ihn dann 1993 zum Innenminister der Vereinigten Staaten. Diesen Posten bekleidete er acht Jahre lang, also während Clintons gesamter Präsidentschaft. Nach Beendigung seiner politischen Laufbahn trat er der in Los Angeles beheimateten Anwaltskanzlei Latham & Watkins bei.
Er ist mit Harriet Coons verheiratet. Das Paar hat zwei gemeinsame Kinder.